# IC4's tidslinje 2009-
Dette er en kronologisk oversigt over begivenheder og milepæle i IC4-sagen i perioden 2009 og fremefter. 2009 var året, hvor DSB og AnsaldoBreda indgik økonomisk og juridisk forlig om det videre leveringsforløb.

## 2009
- 27. januar – Trafikstyrelsen udsteder typegodkendelse til enkeltkørende togsæt på betingelse af, at en række specifikke forhold ændres inden for en given frist.[1]
- 4. maj – Trafikstyrelsen udsteder typegodkendelse til togsæt, der kan sammenkobles, på betingelse af, at en række specifikke forhold ændres inden for en given frist.
- 20. maj – DSB og AnsaldoBreda indgår forlig om både IC4 og IC2, efter hvilket AnsaldoBreda skal levere togsættene til DSB, der forestår færdiggørelsen.[2]
- 1. august – DSB ansætter Torben Kronstam som programchef med ansvar for, at IC4-togsættene færdiggøres, når de ankommer til Danmark fra fabrikken i Italien.[3]
- 31. august – DSB oplyser, at der nu er 17 daglige afgange med enkeltkørende IC4-togsæt fra mandag til torsdag. Fredag køres ni afgange i hver retning mellem Aarhus og Kolding.[4]

## 2010
- 18. januar – DSB introducerer IC Lyn Nonstop mellem København og Aarhus med to daglige afgange i hver retning mandag-torsdag uden stop undervejs. Rejsetiden er 2 timer og 40 minutter. Alle afgange køres med enkeltkørende IC4-togsæt.
- April – Den egentlige serieleverance med levering af tre togsæt om måneden påbegyndes. Togene opgraderes i Aarhus. Ved udgangen af april er i alt 20 togsæt leveret til DSB, heraf 14 prototyper (NT++) og 3 togsæt fra serieproduktionen.
- 8. april – De første prøvekørsler i Danmark med to sammenkoblede togsæt udenfor IC4-værkstedet i Aarhus finder sted mellem Vojens og Tinglev.[5]
- 9. maj – I løbet af sommeren 2011 forventes der installeret bistro i IC4-togene. Med ombygningen slås to fluer med et smæk, fordi der også gøres plads til, at togføreren kan sidde ned og holde pause.[6]
- 15. juni – Berlingske Tidende citerer medarbejderavisen DSB I dag for, at testresultaterne med to sammenkoblede togsæt er så gode, at DSB forventer, at togene indsættes i løbet af tredje kvartal 2010. To sammenkoblede togsæt forventes at indgå som fast element i køreplanen fra 2011.[7]
- 16. august – ICL Nonstop udvides med yderligere en afgang i begge retninger, så der mandag-torsdag er i alt seks daglige afgange.[8]
- 16. august – Flere medier beretter, at de 15 togsæt, der er leveret i en lind strøm til DSB siden april 2010, endnu ikke kører med passagerer, fordi togsættene skal opgraderes af DSB i Aarhus og på ny godkendes af Trafikstyrelsen.[9]
- 24. august – DSB's personaleavis, DSB i dag, oplyser, at DSB siden august 2010 har kørt indledende test med tre sammenkoblede IC4-togsæt i umiddelbar nærhed af IC4-værkstedet i Aarhus. Planen er at introducere tre sammenkoblede togsæt for passagererne i slutningen af 2011 i forbindelse med introduktionen af køreplanen for 2012. To sammenkoblede togsæt skal efter planen præsenteres for passagererne i slutningen af september måned 2010.
- 24. september – IC4 kører for første gang som to sammenkoblede togsæt med passagerer. I første omgang et ugentligt returløb om fredagen mellem Aarhus og Kolding, men endnu ikke i landsdelstrafikken.[10]
- 29. september – IC4-togsæt MG 5636 leveres til DSB. Således er 30 togsæt leveret heraf 13 fra serieproduktionen.
- 13. oktober – DSB skriver i en pressemeddelelse, at DSB selv opgraderer de første 14 leverede togsæt i Danmark, i stedet for at de skulle have været fragtet tilbage til Italien og være blevet opgraderet der.[11][12]
- 15. oktober – Nyhedsmagasinet Ingeniøren oplyser, at DSB er forhindret i at indsætte de 17 nyeste IC4-tog i landsdelstrafikken, fordi de endnu ikke er sikkerhedsgodkendt i den endelige version, hvor to togsæt kan kobles sammen. Togenes nye kørecomputere trækker godkendelsen i langdrag.[13]
- 9. november – Ifølge Ingeniøren har Trafikstyrelsen udstedt typegodkendelse til den DSB-opgraderede version af IC4, så to togsæt kan køre sammenkoblet i landsdelstrafikken fra den 17. januar 2011.[14][15]
- December – IC4 testkøres for første gang på Gedserbanen med tre sammenkoblede togsæt (MG 5625, 5626 og 5628).[16][17]

## 2011
- 17. januar – IC4 kører for første gang sammenkoblet med passagerer i landsdelstrafikken.[18][19]
- 20. januar – DSB oplyser, at 4 ud af 6 daglige afgange med ICL Nonstop mellem København og Aarhus er indstillet indtil udgangen af februar bl.a. fordi alle IC4-tog endnu ikke er klar, og fordi vinteren har været hård ved nogle af togene.[20]
- 3. februar – IC4-togsæt MG 5646 leveres til DSB. Således er DSB's beholdning oppe på 40 togsæt, heraf 23 fra serieleverancen.
- 15. februar – Ifølge ing.dk fremgår det af en artikel i International Railway Journal, at et IC4-tog – der siden viser sig at være MG 5609 – kører på en teststrækning i Libyen.[21] Toget er angiveligt en gave fra Italiens regeringschef Silvio Berlusconi til Libyens diktator Muammar Gaddafi.[22]
- 8. marts – DSB oplyser, at man lejer sig ind hos Bombardier i Randers for at få flest mulige IC4-tog ud at køre.[23][24]
- 24. marts – DSB oplyser, at antallet af ugentlige afgange med IC4 er steget fra 98 til 105 ugentlige afgange i august 2010.
- 31. marts – Transportministeren oplyser på et samråd i Folketingets Trafikudvalg, at han ikke vil love, hvornår IC4 for alvor kommer på skinner og dermed for alvor kan give flere IC3-tog til de sjællandske regionaltogsstrækninger.[25]
- 28. april – Ifølge Nyhedsmagasinet Ingeniøren kører der på en almindelig hverdag mellem fire og ni IC4-togsæt rundt på de danske skinner. 18 af de 43 IC4-togsæt, der er kommet til Danmark, er godkendt til at køre med passagerer.[26]
- 5. maj – Det fremgår af DSB's redegørelse til Transportministeriet og Folketingets Trafikudvalg blandt andet, at den utilstrækkelige driftsstabilitet bliver et stadigt større problem i takt med en stigende anvendelse af IC4 i den daglige drift.[27]
- 12. maj – DSB oplyser, at Folketingets Trafikudvalg har besluttet at lade et eksternt konsulentfirma se med friske øjne på IC4-togene og undersøge juridiske skridt over for leverandøren.[28]
- 24. juni – Driftsdata fra DSB viser, at IC4 kører sammenkoblet mellem 0 og 3 gange om dagen. Kun 14 af de 43 leverede togsæt bruges i køreplansdriften, og heraf kører ni togsæt sammenkoblet. IC3 kører på ca. 10 pct. af de planlagte IC4-afgange.[29]
- 11. august – IC4-togsæt MG 5661 leveres til DSB. Således er DSB's beholdning oppe på 50 togsæt, heraf 33 fra serieleverancen.
- 19. august – DSB har besluttet ikke at øge antallet af afgange med sammenkoblede IC4 i efteråret 2011 men kun køre med to daglige løb. Driftsdata fra DSB viser, at der oftest kun kører et enkelt sammenkoblet løb mellem landsdelene, og at de sammenkoblede tog fortsat har problemer med driftsstabiliteten.[30]
- 23. august – DSB oplyser, at nordjyderne i en overgangsperiode i køreplanen for 2012 mister den ene af to direkte forbindelser fra København til Aalborg bl.a. som følge af den forsinkede IC4-leverance.[31]
- 23. august – Ifølge Nyhedsmagasinet Ingeniøren er Ansaldobredas topchef, Salvatore Bianconi, blevet fyret. AnsaldoBredas moderselskab, Finmeccanica, har givet Ansaldobreda resten af året til at gennemføre en økonomisk restruktureringsproces. Leverer denne ikke et tilfredsstillende resultat, vil Finmeccanica forsøge at sælge togproducenten.[32]
- 30. august – En række kritiske rapporter om IC4-projektets videre skæbne er tilsyneladende blevet udskudt pga. Folketingsvalget. Rapporterne skulle være offentliggjort i løbet af august.[33]
- 3. september – Ifølge den tyske jernbaneekspert, Markus Hecht, burde DSB på de tidlige produktionsstadier have etableret et forsøgscenter, hvor sammenkoblingen blev testet, inden kørecomputerne blev installeret i togene.[34]
- 27. oktober – Transportministeriet offentliggør rådgivningsvirksomheden Atkins rapport om IC4 og IC2-projektet. Rapporten konkluderer bl.a., at grundelementerne ved IC4 er sunde, og at de tekniske problemer kan løses, at der ikke findes alternativer til IC4, og at IC4-toget er et billigt tog – selv når der tages hensyn til omkostningerne ved at færdiggøre og forbedre toget.[35] Rapporten kritiseres efterfølgende, bl.a. af den tyske professor Markus Hecht.[36][37]
- 7. november – IC4-togsæt nr. 27 (MG 5627) på vej til Aarhus som lyntog 47 passerer om eftermiddagen et stopsignal ved Marslev på Østfyn, da det ikke kan bremse, og stopper kun få hundrede meter fra et langsomtkørende godstog. Efterfølgende fartbegrænses IC4-togene fra 180 km/t til 140 km/t.[38]
- 14. november – Som følge af bremseproblemerne meddeler DSB, at al kørsel med IC4-tog indstilles fra og med den 15. november og indtil videre.[39] Problemerne undersøges af DSB og Havarikommissionen og omfatter både signalforbikørslen i Marslev den 7. november og en lignende hændelse med IC4-togsæt nr. 43 (MG 5643) i Høje Taastrup den 4. november.
- 29. november – Transportministeriet offentliggør Atkins-rapporten i sin fulde længde.[40]
- 2. december – En række bremsetests af togsæt 5627 på en teststrækning med op til 180 km/t foranlediget af Havarikommissionen med assistance fra DSB og tekniske eksperter fra Tyskland og Frankrig giver ingen svar på, hvad der forårsagede signalforbikørslen den 7. november.[41]

## 2012
- 6. januar – Havarikommissionen offentliggør sin foreløbige redegørelse om signalforbikørslen ved Marslev den 7. november 2011.[42]
- 30. januar – I en opdateret udgave af Havarikommissionens foreløbige redegørelse konkluderes det, at særligt glatte skinner kombineret med udkoblede magnetskinnebremser og manglende data om aktuel hastighed og kørt distance til ATC-systemet var de væsentligste årsager til hændelsen den 7. november 2011. På denne baggrund anbefaler Havarikommissionen, at Trafikstyrelsen tager en række forhold i betragtning ved genindsættelse af IC4 i drift.[43]
- 9. februar – Folketingets Transportudvalg holder offentlig høring om IC4 og Atkins-rapporten.[44]
- Kravet om en uvildig undersøgelse af IC4's togcomputer fremgår også af et lukket samråd med transportministeren.[45]
- 28. februar – DSB påbegynder driftssimulering med IC4 uden passagerer. Toget er ifølge DSB ændret på tre punkter: Obligatorisk indkobling af magnetskinnebremsen, tidligere advarsel fra ATC-systemet til lokomotivføreren og ændret teknisk opsætning, der giver mere præcis information om hastighed og tilbagelagt strækning. DSB indbyder Danmarks Tekniske Universitet, der som uvildig instans skal rådgive om sikkerheden i togcomputeren.[46]
- 4. april – Ifølge direktør for DSB Vedligehold, Frank Olesen, forventes 50-60 IC4-tog klar til drift inden nytår.[47] Til dato er der leveret 58 IC4-togsæt og 4 IC2-togsæt.
- 16. april – I forbindelse med transportministerens og fem transportordføreres besøg på værkstedet i Aarhus udtaler DSB's bestyrelsesformand, Peter Schütze, at han mener, der er 80 procents sandsynlighed for, at IC4 kommer ud at køre som tiltænkt. De resterende 20 procent skyldes usikkerhed om forhold, man ikke kender i dag.[48]
- 23. maj – Ifølge DSB's kvartalsregnskabsmeddelelse er det stadig for tidligt at melde ud, hvornår IC4 kan indgå i fast drift.[49]
- 31. maj – Ifølge DSB's statusrapport for maj 2012 fremgår det, at Havarikommissionens undersøgelser forventes afsluttet efter sommerferien, og at 3 spor af DTU's undersøgelser af sikkerhedssystemet forventes afklaret og rapporteret i juni 2012; de to sidste i september 2012.[50]
- 20. juni – Ifølge Danmarks Radio kritiserer Rigsrevisionen både DSB og Transportministeriet, der ejer DSB, for at undervurdere, hvor dyrt det ville blive for DSB både at reparere IC4-togsættene med gennemgående fejl, indsætte erstatningstog og lave en rettidighedsplan. Ifølge rapporten undervurderede ministeriet risikoen for, at DSB's fordeling af kompensationen fra AnsaldoBreda ikke var realistisk.[51]
- 2. juli – Ifølge DSB har IC4 fået tilladelse af Trafikstyrelsen til igen at køre med passagerer. Der startes op med en daglig dobbelttur på hverdage mellem Aarhus H og Esbjerg. Antallet af IC4-afgange udvides gradvist fra august.[52]
- 11. juli – IC4 indsættes i et dagligt returløb mellem Aarhus og Esbjerg og kører med passagerer for første gang, siden driften indstilledes i november 2011 som følge af bremseproblemer.[53]
- 12. juli – Dagens eneste afgang med IC4 fra Esbjerg aflyses som følge af tekniske problemer.[54]
- 6. august – Et IC4-tog påkører et andet IC4-tog med 15-20 km/t under rangering ved klargøringscentret i Kastrup, og driften med IC4 indstilles i et døgn. Havarikommissionen undersøger hændelsen som led i de igangværende undersøgelser af bremsesystemet.[55][56]
- 13. august – I alt fire IC4-togsæt indgår i den kommercielle drift – to togsæt mellem Aarhus og Esbjerg og to togsæt mellem Aarhus og Aalborg.[57]
- 24. september – I alt otte IC4-togsæt indgår i den kommercielle drift – fire togsæt mellem Aarhus og Esbjerg og fire togsæt mellem Aarhus og Aalborg.[57]
- 12. november – 12 IC4-togsæt indgår i den kommercielle drift mellem Aalborg, Aarhus og Esbjerg.
- 9. december – 19 IC4-togsæt indgår i den kommercielle drift, heraf to i landsdelstrafikken mellem Aarhus og Københavns Lufthavn.
- 18. december – DSB og AnsaldoBreda indgår aftale om slutleverancerne, der bl.a. indebærer, at de sidste IC4-togsæt skal leveres ultimo september 2013.[58]
- 31. december – I december gennemføres i alt 893 afgange med IC4 svarende til ca. 200 om ugen og ca. 29 om dagen (heraf 4 om dagen i landsdelstrafikken mandag-fredag). 83 % af alle planlagte afgange gennemføres.[59] Til dato er der leveret 62 IC4- og 9 IC2-togsæt.

## 2013
- 28. februar – For at få flest muligt tog klar til drift vil ombygninger og opgraderinger fra og med uge 9 udelukkende ske på værkstedet i Randers, så værkstedet på Sonnesgade i Aarhus bliver et rent driftsværksted. Til dato er der leveret 71 IC4-togsæt. 51 af disse har fået indbygget opgraderingspakke 2 eller 2D, hvoraf 40 togsæt er driftsklare. 8 togsæt driftssimuleres.[60]
- 15. august – Venstres trafikordfører, Kristian Pihl Lorentzen, foreslår, at halvdelen af IC4-togsættene skrottes, da det ifølge Lorentzen er spild af penge at opgradere og reparere alle 83 IC4-togsæt, så de kan blive driftssikre.[61] Ifølge transportminister Pia Olsen Dyhr er der imidlertid intet reelt alternativ til IC4-togene før elektrificeringen.[62]
- 19. august – IC4 indsættes som dobbeltkoblede togsæt i landsdelstrafikken for første gang i omkring to år, da sammenkoblede tog indsættes på enkelte lyntogsafgange mellem København H og Aarhus.[63][64]
- 23. august – DSB meddeler, at AnsaldoBreda forventer at levere 82 af de 83 IC4-togsæt inden deadline ultimo september.[65][66]
- 27. september – Det 82. og sidste togsæt overdrages til DSB. Det 83. togsæt forbliver i Libyen og udgår af handlen.[67][68]
- 19. oktober – Et IC4-tog påkører sporstopperen for enden af spor 2 på Esbjerg Station ved lav hastighed.[69]
- 9. december – To IC4-testtog støder sammen, da togene skal sammenkobles. Det er anden gang på halvanden måned, at der indtræffer et uheld med IC4-tog ved Esbjerg Station.[70]
- 15. december – Det er planen, at antallet af IC4-togsæt i drift fra køreplansskiftet K14 skal øges til 24 om dagen.[71] Ifølge DSB må det planlagte antal togsæt i drift imidlertid reduceres med fire togsæt indtil udgangen af januar 2014, fordi mængden af togsæt, der indgår i driftspuljen, er udfordret.[72]
- 31. december – 77 IC4-togsæt er opgraderet med pakke 2D/2 (vinterpakken).[73]

## 2014
- 21. februar – Togsæt 71, der sammenkoblet med togsæt 54 som lyntog 257 er på vej fra København til Aarhus, får tekniske problemer i Storebæltstunnellen, og passagererne må flyttes til togsæt 54, der kan fortsætte videre mod Aarhus.[74][75][76]
- 3. april – DSB oplyser, at man den 12. marts 2014 havde opdaget et materialebrud i akselhjullejet på et IC4-tog og den 2. april en tilsvarende revne i en hjullejekonsol på et IC2-tog. To gange i 2010 var der konstateret tilsvarende fejl på IC4-tog.[77]
- 24. april – 130 passagerer må evakueres fra to sammenkoblede IC4-tog, der er afgået kl. 16.22 fra København H, da togsættene bryder sammen mellem Nyborg og Odense.[78][79] Nedbruddet antages at være forårsaget af en generatorfejl,[80] men efterfølgende viser det sig at skyldes en softwarefejl og manglende kommunikation mellem de to togsæt.
- 3. juni – IC4-togsæt 03 + 35 + 47 + 64 testkøres sammenkoblet (multipel 4) på Gedserbanen.[81]
- 23. juni – DSB indstiller kørslen med sammenkoblede togsæt som følge af ustabil drift. Kørslen genoptages senest i december, når softwaren er opdateret og koblingerne ombyggede.[82] Samtidig meddeler DSB, at man vil igangsatte en uafhængig undersøgelse, der skal belyse, om det stadig vil være økonomisk og risikomæssigt forsvarligt og realistisk at bringe IC4 og IC2 op på en tilstrækkelig høj driftsstabilitet.[83][84]
- 18. august – Seks enkeltkørende togsæt indsættes på Nordvestbanen i form af 12 daglige afgange, der erstatter nogle af de lokomotivfremførte dobbeltdækkertog på afgange uden for myldretiden.[85]
- 25. september – Under et samråd i Folketingets Transportudvalg oplyser transportminister Magnus Heunicke, at han tvivler på, at IC4 og IC2 vil kunne opfylde det formål, de er indkøbt til, i form af intercitydrift. Togene vil dog ikke kunne skrottes, da det vil indebære, at en afskrivning af togene - svarende til et regnskabsmæssigt tab på 4,6 mia. kr. - i yderste konsekvens vil kunne føre til, at DSB går konkurs.[86]
- 1. oktober – DSB oplyser, at IC4 igen må sænke maksimalhastigheden fra 180 til 140 km/t i løvfaldsperioden fra den 1. oktober til 30. november, fordi det ikke har været muligt for DSB at dokumentere togets bremseevne på glatte skinner.[87]
- 24. oktober – DSB forventer at indsætte dobbeltkoblede IC4-togsæt i landsdelstrafikken og som regionaltog på Nordvestbanen (Østerport-Holbæk-Kalundborg) fra den 14. december, når køreplanen for 2015 træder i kraft.[88][89]
- 5. december – Det uafhængige schweiziske ingeniørfirma Prose erklærer, at IC4 og IC2 kan bringes til at fungere som intercitytog for 112 mio. kr.[90][91][92][93] Samtidig beder Folketinget DSB om at undersøge alternativer til færdiggørelsen af IC4.[94]
- 14. december – Fra køreplansskiftet tredobler DSB antallet af afgange med IC4 på Nordvestbanen fra 12 til 36 daglige afgange (enkeltture),[95][96] men sammenkoblet kørsel udskydes, indtil den fornødne software er godkendt.[97]

## 2015
- Januar – DSB må for 6. gang tage et IC4-togsæt ud af drift som følge af revner i aksellejerne.[98] Løsningen menes dog at være fundet, og DSB ophører derfor med at inspicere IC4-togsættene hvert 7. døgn og inspicerer dem i stedet efter 30.000 kørte km.[98]
- Februar – Trafikstyrelsen giver DSB permanent tilladelse til, at IC4 kan køre med normal hastighed i løvfaldsperioden.[99]
- Marts – IC4 indsættes i et enkelt løb på Svendborgbanen, mens et af banens Desiro-togsæt er på et længerevarende værkstedsophold.[100]
- Maj – 550.000 km tilbagelægges med IC4 i drift svarende til gennemsnitligt 17.700 km om dagen. I april var tallet 430.000 km (14.300 km om dagen).[101]
- August – DSB får tilladelse til drift med 2 og 3 sammenkoblede togsæt, og til at starte med indsættes dobbeltkoblede togsæt på Nordvestbanen.[102]

## 2017
- Marts – Den 7. marts indstiller DSB midlertidigt al passagerdrift med IC4 efter en episode nær Hedehusene, hvor en hydraulikpumpe er gået løs på et togsæt. Cirka to uger forinden har der været en episode på et andet IC4-togsæt, der umiddelbart kunne minde om hændelsen den 7. marts.[103][104]
- April – DSB har besluttet at skrotte foreløbig 5 IC4-togsæt. De resterende 72 IC4-tog tages ud af drift i 2024. Der er brug for dem indtil da, selvom de fleste nok forudser nye tekniske problemer. [105]